# Paweł Kowalski (aktor)
Paweł Kowalski (ur. 26 lutego 1967 w Skierniewicach) – polski aktor teatralny i filmowy.

## Życiorys
Absolwent Liceum Ogólnokształcącego im. B. Prusa w Skierniewicach.
Ukończył studia na Wydziale Aktorskim PWSFTviT w Łodzi w roku 1991. Dyplom obronił w roku 1993. W tym samym roku rozpoczął pracę w Teatrze im. Wilama Horzycy w Toruniu.
Mąż Agnieszki Wawrzkiewicz-Kowalskiej, aktorki Teatru im. Wilama Horzycy. Ma dwoje dzieci: córkę Zofię Krystynę i syna Franciszka.
W roku 2015 otrzymał statuetkę „Wilama” w kategorii „Najpopularniejsza Aktorka lub Najpopularniejszy Aktor” za sezon artystyczny 2014.

## Filmografia
- Postrealizm. Druga połowa 20-go wieku (1992)
- Cwał (1995)
- Skarby ukryte (2000)
- Suplement (2002)
- spektakl telewizyjny Sceny Faktu Inka 1946 (2007)
- Serce na dłoni (2008)
- Popiełuszko. Wolność jest w nas (2009)
- Obce ciało (2014)

### Seriale telewizyjne
- Na dobre i na złe (2006–2007)
- Fala zbrodni (2006–2007)
- Egzamin z życia (2006)
- Popiełuszko. Wolność jest w nas (2009–2013)

## Teatr
Od początku kariery związany z Teatrem im. Wilama Horzycy w Toruniu.

### Role teatralne
- Szatow w Biesach Fiodora Dostojewskiego, reż. J. Maciejowski
- Stach w Krakowiakach i Góralach Władysława Bogusławskiego, reż. A. Rozhin
- Lorenco w Kupcu weneckim Williama Shakespeare’a, reż. K. Warlikowski
- Ksiądz Goik w Paternoster Helmuta Kajzara, reż. M. Fiedor
- Relski w Karykaturach J.A. Kisielewskiego, reż. I. Kempa
- Hrabia Adam w Pięknej Lucyndzie M. Hemara, reż. W. Komasa
- Toffolo Gamajda w Awanturze w Chioggi Carlo Goldoniego, reż. W. Komasa
- Lois w Aniołach w Ameryce T. Kushnera, reż. M. Fiedor
- Widmo w Weselu Stanisława Wyspiańskiego, reż. K. Meisner
- Edmund w Damach i Huzarach Aleksandra Fredry, reż. A. Bubień
- Franciszek w Don Juanie Moliera, reż. M. Sobociński
- Ludovic w Agnes C. Ann, reż. A. Augustynowicz

Uczestniczył w cyklach spotkań z poezją „Z zadyszki poetyckiej” w Dworze Artusa w Toruniu, podczas których aktorzy toruńskiej sceny teatralnej interpretowali poezje. Działał również w toruńskim „Kabarecie Poniedziałek”.